# Rotala andamanensis
Rotala andamanensis är en fackelblomsväxtart som beskrevs av S.P. Mathew och P. Lakshminarasimhan. Rotala andamanensis ingår i släktet Rotala och familjen fackelblomsväxter. Inga underarter finns listade i Catalogue of Life.